# 王英杰 (1945年)
王英杰（1945年11月—），男，山东莱州人，中国教育学家，北京师范大学教授、博士生导师，曾任北京师范大学副校长、汉语教育学院院长，澳门大学教育学院院长